# Nobleza y realeza en el Reino de Hungría
Este artículo incluye la evolución histórica de la nobleza húngara y los títulos en el Reino de Hungría. Considérese que países con nobleza propia como las actuales Croacia, Eslovaquia y Bohemia existieron como una región dentro del reino húngaro desde 1091 hasta 1919. Eslovaquia, que también era parte del reino hasta la creación de la República de Checoslovaquia en 1918, luego de que Hungría fuese despojada de casi el 70% de su territorio tras la firma del Tratado de Trianon, tenía su propia nobleza. De esta forma muchas familias nobles húngaras eran también de origen eslovaco, croata, eslavonio, y de otras nacionalidades.

## Historia

### Evolución de la alta nobleza húngara a través de los siglos
La alta nobleza húngara ha sido un asunto fluctuante a través de los años, donde familias han aparecido ganando enormes favores reales y han gobernado y guiado el reino por cerca de dos siglos, sólo para desaparecer posteriormente. Por ejemplo, durante el siglo XIII las familias de la alta nobleza eran la Aba, Csák, Garázda, Kőszegi y Kán. Luego de su paulatina desaparición, durante el reinado de Carlos Roberto y Luis I, en el siglo XIV surgieron las familias Garai, Hédervári, Lackfi, Teleki y Újlaki. Tras la desaparición de los últimos miembros portadores de dichos apellidos, desde 1526 los reyes húngaros de la Dinastía de los Habsburgo elevaron progresivamente al rango de alta nobleza a las familias Erdődy, Frangepán, Nádasdy, Thurzó y Zrínyi, quienes realizaron numerosas campañas militares contra los turcos otomanos invasores. Después de que estas familias muriesen, otras que tenían para la época un rango menor pasaron a reemplazarlas y así, para el siglo XVIII, los Esterházy, Batthyány, Grassalkovics y Pálffy llegaron inclusive a recibir el título de Príncipes del Sacro Imperio Romano Germánico. Actualmente pocas de estas familias han sobrevivido, entre ellas la Eszterházy y Teleki de Szék (únicos condes del Sacro Imperio Romano Germánico). No obstante, desde 1945 no se reconoce el rango nobiliario ni los títulos en Hungría.

### Uso antiguo (hasta 1526)
Durante la Edad Media, desde la fundación del Reino en el 1000 por el rey San Esteban I de Hungría hasta 1222, los nobles húngaros si bien gozaron de diversos privilegios, estos pagaban impuestos al rey según su cantidad de bienes. En 1222, el rey Andrés II de Hungría se vio forzado a proclamar la Bula de Oro, un documento que brindaba incontables privilegios a los nobles, inclusive eximiéndolos del pago de impuesto (de esta manera, los nobles no pagarán impuestos en el reino húngaro hasta mediados del siglo XIX). En sus primeros seis siglos de existencia y previo al ascenso de los Habsburgo al poder, la nobleza húngara se hallaba estructurada según los cargos administrativos del reino. Los funcionarios de más alto rango eran llamados "barones del rey" (en latín: barones regni), aunque oficialmente no portaban títulos oficiales de barones ni vitalicios ni hereditarios, sino mientras ocupasen su cargo.

#### Para la época deSegismundo de Hungríalos cargos oficiales eran
- el Palatino (comes palatinus) – en húngaro: Nádor de Hungría
- el Voivoda de Transilvania (woyuoda Transsiluanus) – en húngaro: erdélyi vajda
- el juez de la corte real (iudex curiae regiae) – en húngaro: országbíró
- los banes de Croacia, Slavonia, Dalmacia, Moesia (en húngaro: Macsó) y Severino (en húngaro: Szörény) (bani) – en húngaro: horvát-dalmát bán, horvát-szlavón bán, macsói bán y szörényi bán
- el maestro del tesoro real (magister tavernicorum) – en húngaro: tárnokmester
- el maestro de los conserjes (ianitorum regalium magister) – en húngaro: főajtónálló
- el maestro de cocina y mesa real (dapiferorum regalium magister) – en húngaro: főasztalnok
- el maestro de copas (pincernarum regalium magister) – en húngaro főpohárnok
- el maestro de la caballería (agasonum regalium magister) – en húngaro: főlovászmester
- los gobernadores de las provincias de Bratislava (en húngaro: Pozsony) y Timis (en húngaro: Temes) – en húngaro: pozsonyi ispán and temesi ispán
- el gran cuidador del tesoro real (summus thesaurarius) – en húngaro: főkincstárnok
- el gobernador de los székely– en húngaro: székelyek ispánja
- el canciller secreto - en húngaro: titkos kancellár
- el gobernador de provincia (commes) - en húngaro: ispán. Regía las provincias húngaras (megye) y era elegido por un periodo no vitalicio.
- el subgobernador de provincia (vicecomes) - en húngaro: alispán. Reemplazaba al gobernador de provincia y también era elegido por un periodo. Generalmente era seleccionado entre los familiares del gobernador de provincia.

Estos funcionarios eran escogidos usualmente entre los nobles terratenientes más poderosos.
Regentes de provincia (en latín: comes, en húngaro: ispán), figura que aparece mucho antes del siglo XVI y data de los tiempos de San Esteban I de Hungría en el siglo XI.

### Periodo de los Habsburgo (luego de 1526)
Si bien comenzaron a ser otorgados en el siglo XV, los títulos de conde y barón se volvieron comunes durante la época de los Habsburgo. Esteban Werbőczy (un jurista y palatino húngaro del siglo XVI) hizo un resumen de los derechos de los nobles durante el periodo Habsburgo:
1. No podían ser arrestados sin un procedimiento legal,
2. Le debían obediencia sólo al rey,
3. Estaban eximidos de pagar impuestos y aduanas,
4. Podían ser llamados a ocupar puestos militares sólo en casos de emergencia de defensa del reino,
5. Los nobles obtenían el título por herencia o al ser otorgado por el rey húngaro.

Los nobles eran por lo general acaudalados terratenientes. Existían dos tipos de propiedades: las otorgadas por el rey (que usualmente eran recibidos con el título) o las que eran adquiridas por compra. Si bien las propiedades se podían vender libremente, eran heredadas por el hijo mayor o la hija mayor de la familia, con permiso del rey. Si la familia se extinguía, éstas pasaban a manos del rey.

### Dentro delimperio
La nobleza baja tenía en algunos casos antenombres nobiliarios mas no escudos familiares individuales, y en otros no tenía siquiera el antenombre. Muchos habían sido nombrados nobles sin recibir propiedades, y eran conocidos como nobles armalistas (en húngaro: armális nemes). A finales del siglo XIX, los nobles armalistas se perdieron entre la población civil y campesina, inclusie olvidando tras varias generaciones que en algún momento contaron con ciertos privilegios.
Las dinastías que gobernaron el reino húngaro desde el año 1000 hasta 1918 fueron las siguientes: Casa de Árpad, Casa de Přemyslidas, Casa de Anjou-Sicilia-Hungría, Casa de Luxemburgo, Casa de Hunyadi, Casa Jagellón, Casa de Szapolyai y la Casa de Habsburgo.

### Tras laguerra
Todos los títulos hereditarios fueron abolidos en 1947. En otros países que eran parte de la corona húngara, como Eslovaquia, los títulos fueron abolidos en 1918, así como los antenombres nobiliarios.

## Nobleza en Hungría

### Realeza
- Título de Príncipe húngaro (en latín: princeps, dux, en húngaro: fejedelem, en eslovaco: knieža, en alemán: Fürst)

El Príncipe húngaro era el monarca de más alto rango que gobernaba a los húngaros antes de la fundación del Reino de Hungría en el año 1000. Tras la coronación de San Esteban I de Hungría como rey, este nuevo título reemplazó al de Príncipe de Hungría. Luego de que el reino fuera dividido en tres partes tras la derrota en la Batalla de Mohács en 1526, el título de rey húngaro pasó a manos de Fernando I de Habsburgo y surgió el Estado independiente conocido como el Principado de Transilvania, gobernado por la figura del Príncipe de Transilvania, un regente noble húngaro elegido para guiar el nuevo Estado vasallo de los turcos. Igualmente durante la guerra de Independencia (1703-1711) de Francisco Rákóczi II contra los Habsburgo, él fue elegido simbólicamente como Príncipe de los Estados húngaros.
- Título de Rey (en latín: rex, en húngaro: király, en eslovaco: kráľ, en alemán: König)

El término en húngaro de király se deriva de la palabra eslava kral o kralj, la cual a su vez se deriva del alemán Karl. La reina en húngaro se llamaba királynő, y la reina consorte recibía el título de királyné. Con el título de rey joven (en latín: rex iunior) se designaba al hijo del monarca que poseía poder territorial y reinaba bajo la gracia de Dios como su padre.
- Título de Emperador (en latín: imperator, en húngaro: császár, en eslovaco: cisár, en alemán: Kaiser): Después de que el Reino húngaro se convirtiera en parte del Imperio de los Habsburgos en 1526, el reino estaba siempre regido por un miembro de la familia imperial. Sin embargo, el reino no era parte del Sacro Imperio Romano Germánico.

### Nobleza húngara no titulada

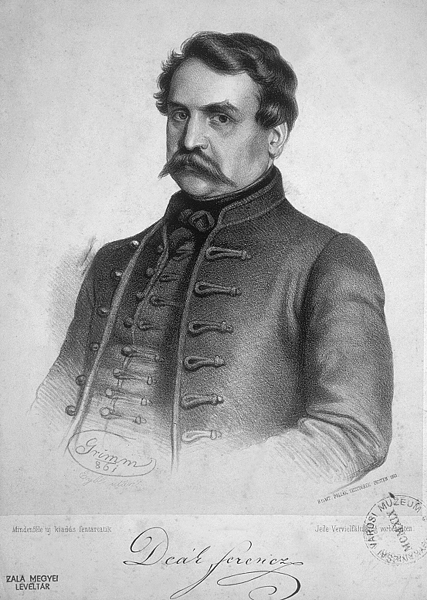
Francisco Deák de Kehida (1803-1876). Noble húngaro, autor intelectual y promotor de la monarquía Austro-húngara

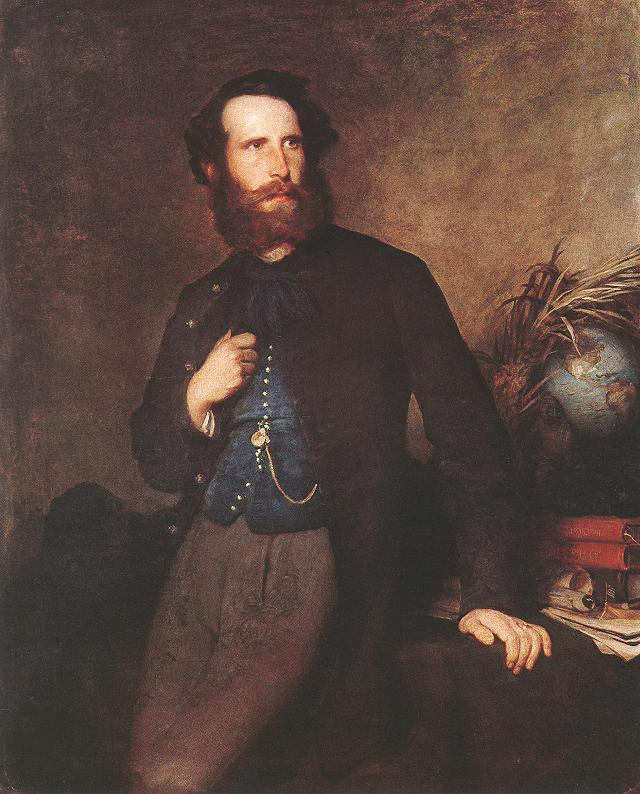
Pál Rosty de Barkócz (1830-1874). Noble húngaro, geógráfo húngaro, pionero de la fotografía, explorador que viajó en 1857 a México, Cuba y Venezuela.

La situación de la nobleza no titulada en Hungría difiere en muchos casos de la de otros Estados europeos. Puesto que el uso de los títulos es una costumbre relativamente reciente (a partir de finales del siglo XVI), la importancia social ha quedado fuertemente arraigada al rango de nobleza en sí. En Hungría el rango de nobleza no titulada se hereda por vía paterna y va ligada enteramente al apellido del padre, idependientemente del rango o título de la madre. Así, si el noble húngaro tendrá hijos con una mujer de origen campesino, sus hijos serán indiscutiblemente nobles, pero en caso de que la dama noble tenga hijos con un campesino, estos no heredarán ni el rango, ni los privilegios del orden social de su madre. Por otra parte, al desposar a una mujer innoble, esta de inmediato será considerada noble mientras este casada con este, o si enviuda y no se vuelve a casar.
Los privilegios generales son desde luego los comunes a nivel europeo: el privilegio de no pagar impuestos, el privilegio de ser terratenientes, el de no ser juzgado o condenado por alguien sin la intervención del rey, e igualmente el privilegio de poder tomar parte de la administración publica y judicial de la provincia. Puesto que la nobleza titulada cuenta como un asunto relativamente reciente, en Hungría la nobleza cuenta con los mismos privilegios sociales, políticos y jurídicos ante la ley y el rey sin importar si la familia tiene título o no. Desde luego tradicionalmente estos privilegios eran concedidos bajo la condición de que defenderían al reino y al monarca, pagando su impuesto "con su sangre".
Para ascender al rango de noble húngaro, era necesario exclusivamente que el monarca otorgase una carta real al miembro de la familia, y será a partir de él que todos sus descendientes que lleven el apellido contarán como nobles. A diferencia de la hidalguía española, es exclusivamente necesaria la donación del monarca, la cual por lo general viene acompañada de un escudo familiar o de tierras. En casos excepcionales también se puede ascender al rango noble, pero solamente si el rey autoriza por ejemplo la adopción de un innoble por un noble, o reconoce a los hijos de una noble como los herederos de sus bienes inmuebles (de lo contrario según las leyes medievales húngaras al desaparecer la familia por vía paterna, todas las propiedades de pasaban a manos de la Corona y no a de los hijos de la dama noble).
En cuando a la herencia de propiedades y bienes materiales, a diferencia de las costumbres occidentales, en Hungría todos los hijos varones heredaban en partes iguales, lo que era muy justo, pero terriblemente peligroso para las familias que contaban con muchos hijos. En un par de generaciones podían reducirse a modestas familias regulares nobles, aquellas que eran magnates apenas un siglo antes. El promedio de nobles que tomaban los hábitos en el medievo húngaro era igualmente muy reducido, no existía el típico modelo occidental del "hermano noble, el sacerdote y el caballero sin tierras". De esta manera, un hermano jamás sirvió al otro o estuvo por debajo de él en la administración pública medieval.

### Nobleza titulada

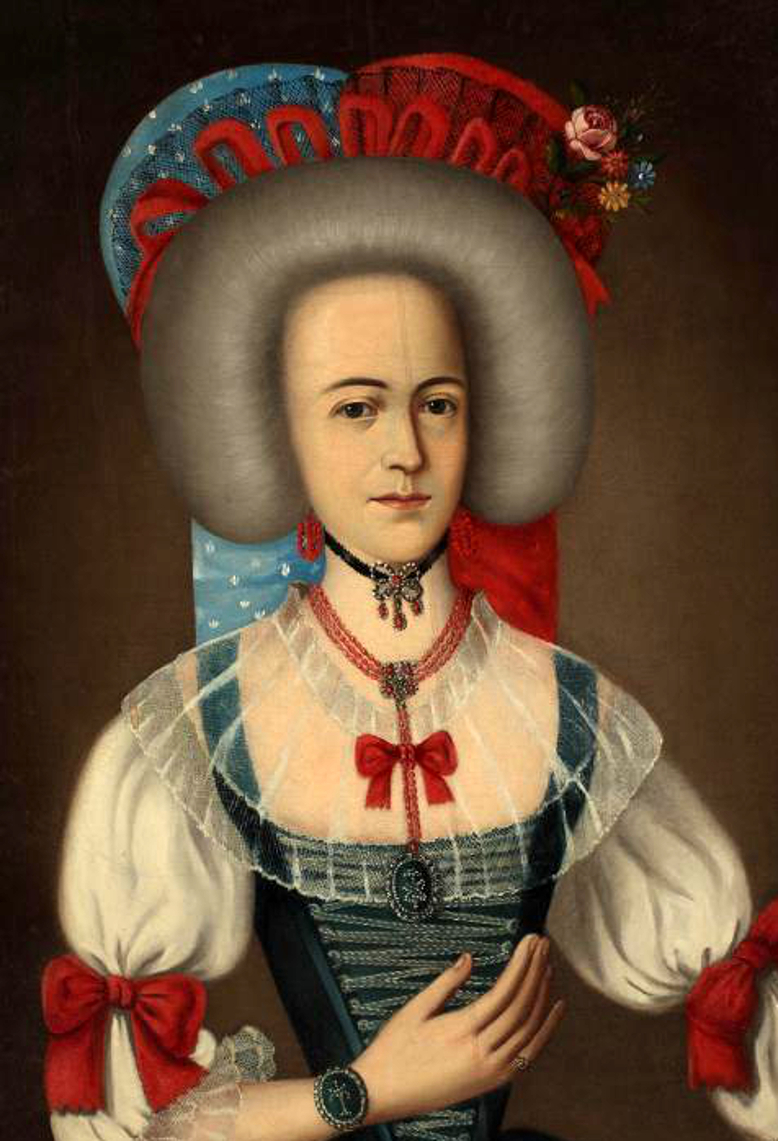
La baronesa Polixenia Daniel de Vargyas (1720-1775), esposa del barón Esteban Wesselényi de Hadad (1708-1757).

Hasta la aparición del regente Juan Hunyadi (1406-1456), padre del Rey Matías Corvino, todos los nobles húngaros tenían el mismo rango, no existía la nobleza titulada. De esta manera, la única diferencia real era el poder adquisitivo, es decir, la cantidad de propiedades y los cargos oficiales ocupados. Juan Hunyadi se convirtió en el primer conde, con título nobiliario hereditario en Hungría, y su hijo el primero en otorgarlos a los nobles durante su reinado entre 1458 y 1490. Sin embargo, con la muerte de su hijo, esta costumbre se perderá nuevamente hasta que la Casa de Austria comenzará a ponerla en uso nuevamente casi un siglo después.
Por otra parte, la nobleza titulada en Hungría se rige bajo otros parámetros diferentes a las costumbres occidentales: la familia, el apellido en sí es el que fue elevado al nivel de barón o conde, obteniendo de esta manera todo miembro de la Casa dicho título. El título no se halla ligado a una propiedad o a un accidente geográfico en particular, sino la propia familia y todos que lleven el apellido por vía paterna serán aristócratas: por ejemplo la familia de los condes Zichy, o los barones Wesselényi. El ancestro de sendas familias en un momento recibió por sus méritos el título de conde o de barón y de ahí en adelante todos sus hijos e hijas, todos sus descendientes que llevaban el apellido Zichy, se convirtieron en condes, o en barones en el caso de los Wesselényi. Como se trata de una suerte de escalera de rangos, es imposible que una familia tenga título de barón y conde al mismo tiempo, pues al ser elevada al nivel de conde el de barón se abandona inmediatamente y cae en desuso.
El pertenecer a la aristocracia por otra parte, así como a la nobleza no titulada era algo que tendía a ser excluyente desde el punto de vista de que al una baronesa o condesa al casarse con un noble no titulado o con un innoble, desde luego sus descendientes ya no pertenecerán a la aristocracia, o a la nobleza respectivamente, sea el caso. Al contrario de las costumbres occidentales, donde sin importar el género y la familia, el título puede ser heredado por cualquier descendiente sea el caso.

## La nobleza titulada y la no titulada

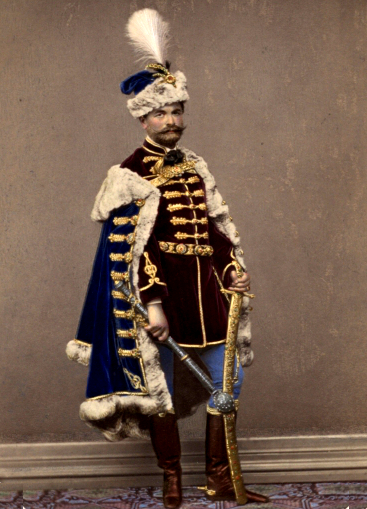
El conde Alejandro Teleki de Szék (1821 – 1892)

Así, en el reino húngaro existían sólo dos títulos nobiliarios hereditarios que una familia podía tener:
- Conde húngaro: Parte de la alta nobleza húngara (főnemesség) obtuvo de ordinario el título de conde al luchar contra los turcos o sirviendo al rey húngaro Habsburgo. Ocupaban los cargos altos de gobernadores de provincia (ispán) y palatino del reino (nádorispán), así como eclesiásticamente solían ser obispos, arzobispos y cardenales.
- Barón húngaro: Pertenecían a la alta nobleza húngara (főnemesség), y generalmente obtuvieron el título de barón de la misma forma que los condes. Ocupaban cargos de gobernadores (ispán) y subgobernadores (alispán) de provincia, así como eclesiásticamente solían ser obispos.

El noble húngaro no titulado: Pertenecían a la nobleza húngara media (köznemesség) y en muchas ocasiones servían de intermediarios entre la aristocracia y el campesinado. En muchos casos la nobleza no titulada contaba con orígenes ancestrales, que superaban en varios siglos a la aristocracia, solo que la diferencia era que no había obtenido suficientes méritos sociales o políticos, para ser entitulados por el rey. En otros casos muchas familias nobles no tituladas recibieron su rango de nobleza posteriormente a las de barones y condes, y actuaban asimismo de generación de relevo, puesto que varias de las familias aristocráticas húngaras comenzaron a desaparecer cerca del siglo XVIII. Si su poder económico y político se lo permitía, los Señores y Damas miembros de la nobleza no titulada solían establecer lazos de matrimonio con miembros de familias de barones y condes, y recibían un trato a su mismo nivel frente a ellos. En ciertos casos raros eso significaba el posible ascenso de esas familias a la aristocracia, pues en esa misma generación o la siguiente, el monarca podía donarles el título de barón o de conde, para estar al nivel de su pareja o madre.
La nobleza no titulada ocupaba también cargos como juez de los nobles (szolgabíró), obispos, miembros del consejo canónico, protonotarios de la provincia y subgobernadores de provincia (alispán), siendo el último el de mayor prestigio para ellos, difícilmente alcanzado y que dependía de su poder adquisitivo e influencia política. Era la nobleza no titulada (la nobleza media) la que se encargaba de la administración real de las provincias y jugaba un papel activo en la vida cotidiana del reino.
Dentro de la nobleza regular no titulada, también existía la llamada nobleza baja (kisnemesség) compuesta por los húngaros székely de Transilvania (quienes contaban con ciertos privilegios socioeconómicos por sus servicios de guardias de fronteras) y algunos soldados hajdú y kuruc que obtuvieron rangos de nobleza comunes cerca del siglo XVII. Los hajdú y los kuruc lucharon bajo las órdenes de los Príncipes transilvanos como Esteban Bocskai, el cual emitió cartas de nobleza colectivas para los guerreros, donde recibían el mismo escudo familiar y los mismos privilegios. El nivel económico de esta nobleza de muy gran número, por lo general era muy bajo. No contaban con grandes tierras, y en la mayoría de los casos no contaban con ninguna, sino con una pequeña casa rural. El campesinado y los burgueses en muchas ocasiones eran , ás pudientes que estos nobles menores, sin embargo, a pesar de todo, a diferencia del noble, estos no podían tener tierras ni tomar parte de la administración de la provincia, sin importar que tanto dinero tuviesen.
Por otra parte, podía ocurrir, que un miembro de la familia obtenía el título de barón o de conde, y otro de sus hermanos o primos no, y de esta manera surgía una rama de la familia que sería parte de la aristocracia y otra que quedaría como nobleza no titulada.

### El título moderno de Príncipe en Hungría
El título de "herceg" en húngaro deriva completamente del existente en suelo alemán conocido como "Fürst". A partir del siglo XVII, los Austrias comenzaron a concederlo a las familias nobiliarias húngaras, siendo la primera y por un muy largo tiempo la única en llevarlo la familia Esterházy de Galántha. A diferencia de los títulos nobiliarios húngaros heredados por la familia entera, el caso del título de Príncipe era similar al de Occidente, solo había un Príncipe Esterházy y al morir este, su hijo lo heredaría. Sin embargo, el título sigue ligado a la familia que lo recibió y no se puede transmitir a otras familias por vía materna si no hubiesen hijos varones. Actualmente las siguientes familias húngaras ostentan el título de príncipe:
- Auersperg
- Batthyány-Strattmann
- Czartoryski
- Esterházy de Galántha
- Festetics de Tolna
- Khevenhüller-Metsch
- Kinsky
- Koháry de Csábrág
- Lamberg
- Liechtenstein
- Lobkowitz
- Metternich
- Odescalchi
- Pálffy de Erdőd
- Schwarzenberg
- Szász-Coburg-Gotha
- Thurn-Taxis
- Trauttmansdorff
- Windisch-Grätz

## Antenombre nobiliario húngaro
En húngaro el antenombre nobiliario (en húngaro: nemesi előnév) se expresa colocando el nombre del asentamiento del cual provenía la familia (o de la propiedad donada por el rey en el momento de otorgarle el rango nobiliario a la persona, o de la propiedad en la que la familia haya vivido por más tiempo y con la que se identifica) y agregándole una letra "i" al final que denotaba la pertenencia, el gentilicio (es decir, el "de"). Este antenombre se colocaba antes del apellido, y en muchos casos las familias podían tener dos antenombres. De esta manera la construcción era la siguiente: 
- en español: Horthy de Nagybánya - en húngaro: nagybányai Horthy.

En caso de que la familia tenga el título de barón o conde, se expresará de la siguiente manera:
- en español: conde Andrássy de Csíkszentkirály y Krasznahorka - en húngaro: csíkszentkirályi és krasznahorkai gróf Andrássy.

En la Edad Contemporánea con el comienzo del uso del título de "doctor", se expresará de la siguiente manera:
- en español: dr. Udvardy de Udvard y Básth - en húngaro: udvardi és básthi dr. Udvardy.

La función del antenombre nobiliario era sencilla: diferenciar quizás apellidos comunes como "Nagy", es decir "Grande" de otras familias nobles o innobles, lo que también brindaba prestigio social a la persona y a la familia. El uso de los antenombres dependía del noble. Si así lo deseaba en el obituario, tarjeta de presentación, u otros escritos publicados podía aparecer con o sin él. El uso del antenombre era desde luego por ende, un privilegio, no una obligación que fungía como herramienta de distinción.

## Entitulación para la nobleza húngara

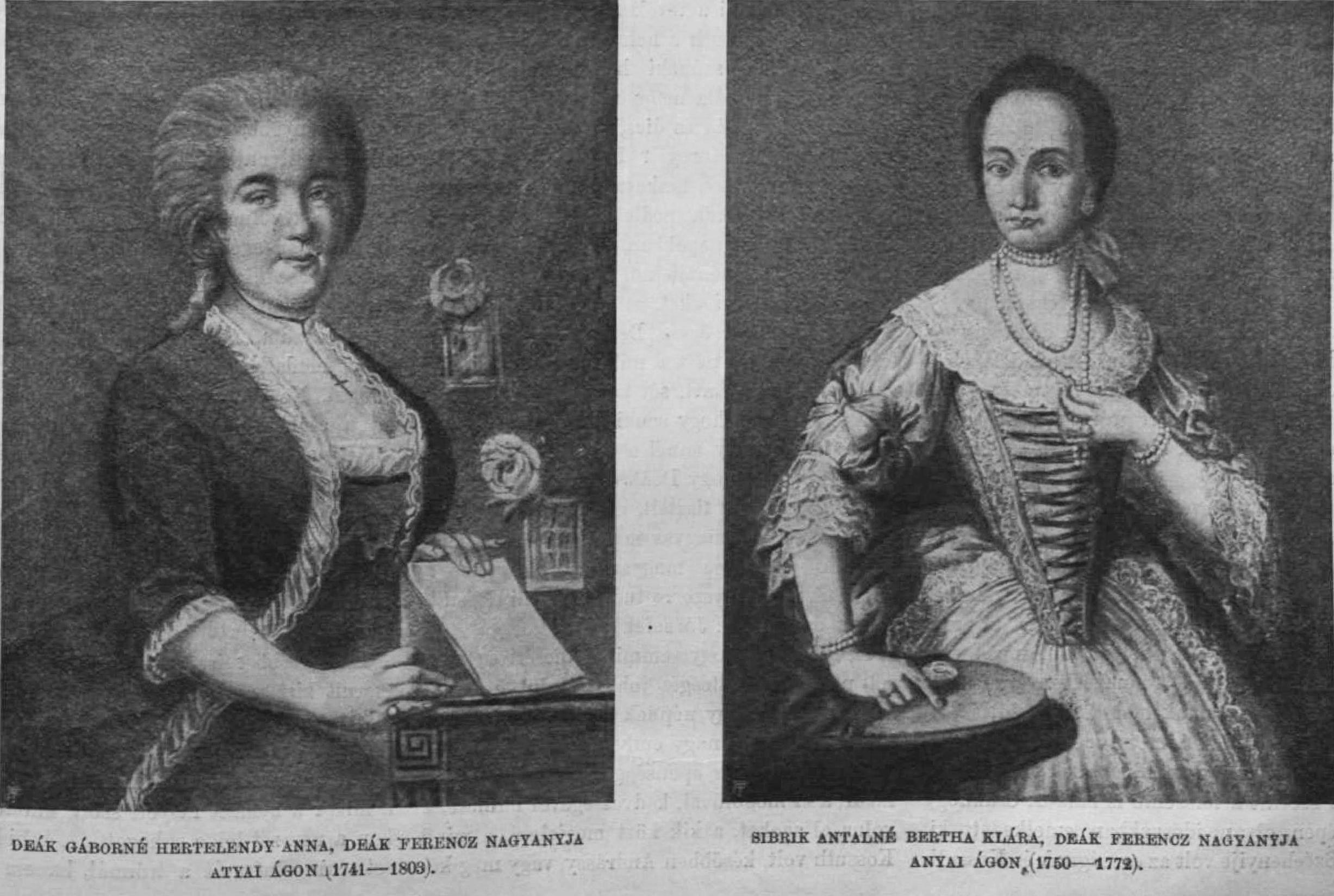
Dos damas nobles húngaras: Anna Hertelendy de Hertelend y Vindornyalak (1741-1803), esposa de Gabriel Deák de Kehida, y Clara Bertha de Felsőeőr (1750-1772), esposa de Antonio Sibrik de Szarvaskend y Óvár.

A lo largo de los siglos la entitulación, es decir el apelativo de respeto que se utilizaba para dirigirse a la nobleza fue variando según las costumbres y eventos de los siglos. Siempre existió la diferenciación entre la alta nobleza (que durante la Edad Media y comienzos de la Edad Moderna aún no estaba titulada) y en el caso de estos eran entitulados como "magnificus dominus", en húngaro "nagyságos úr". La nobleza regular por otra parte, era entitulada como "egregius", o distinguido, en húngaro "vitézlő". Esta entitulación era exclusiva para los hombres e iba ligada a su papel como soldado combatiente. Las damas de la nobleza regular por lo general eran entituladas como "nobilis domina", aunque también se usaba "generosus dominus", o equivalente a "bien nacido" o a "excelente", propio de alguien que proviene de un "genus" u origen ilustre. Su acepción femenina de "generosa domina" también era frecuente durante la Edad Media.
Con la llegada del siglo XVII, y la expulsión de los turcos del reino, numerosos cambios políticos y sociales fueron implementados. El uso del término "egregius" dayó en desuso y comenzó a cobrar popularidad la entitulación de "perillustris dominus", es decir "ilustre señor". La aristocracia comenzó a utilizar doble entitulación: "Spectabilis et Magnificus dominus", pero siempre conservando para sí el "magnificus". La nobleza no titulada podía tener doble entitulación, pero esta solamente la recibía aquel que ocupaba un cargo importante de la administración pública. De esta manera el noble no titulado recibía la entitulación de "Spectabilis et generosus dominus".
Luego de la revolución de 1848, los privilegios de la nobleza y el servilismo fueron abolidos finalmente en 1859 (así como en España ocurrió en 1834). De ahí en adelante miembros relevantes de la sociedad comenzaron a utilizar diversas entitulaciones que eran antiguamente privilegio de la nobleza. El cambio principal debido a la "inflación" de las entitulaciones ocurrió después de la Primera Guerra Mundial. Los jueces y abogados que eran "ilustres señores" (tekintetes) pasaron a ser "magnificos señores" (nagyságos), y los vicegobernadores de provincias, los miembros del parlamento, los consejeros, pasaron a ser "ilustrísimos señores" (méltóságos). De esta manera en el periodo entre guerras, incluso la entitulación de "magnificus" era de uso común por cualquier hombre o dama respetada de la sociedad, sin importar su rango nobiliario o profesión.

## Lista de familias nobles notables de Hungría
- Aba

- Almásy de Zsadány y Törökszentmiklós
- Andrássy de Csíkszentkirály y Krasznahorka (conde)
- Antall de Kisjenő
- Anzulovich
- Asbóth
- Apafi de Apanagyfalva
- Apor de Altorja (conde)
- Apponyi de Nagyappony (conde)
- Balassi de Gyarmat and Kékkő (barón)
- Bánffy de Alsólendva
- Bánffy de Losoncz (existe una rama de barón, y una rama de conde)
- Barcsay de Nagybarcsay
- Barkóczy de Szala y Tavarna (barón)
- Bartók de Szuhafő
- Báthory de Ecsed (conde)
- Báthory de Somlyó (conde)
- Batthyány de Németújvár (conde)
- Beleznay de Pilis
- Bernáth de Bernáthfalva
- Bertha de Felsőeőr
- Bethlen de Bethlen (conde)
- Bethlen de Iktár (conde)
- Beőr de Kövesd
- Bezerédy de Bezeréd (conde)
- Bocskai de Kismarja (barón)
- Boronkay de Boronka et Nezete
- Both de Bajna (barón)
- Buday
- Brunszvik de Korompa (conde)
- Csáky de Körösszeg y Adorján (conde)
- Csáky-Pallavichini de Körösszegh y Adorján (marqués)
- Csapody de Fejéregyháza
- Csapody de Zalalövő
- Cseszneky de Milvány y Csesznek (conde)
- Darányi de Pusztaszentgyörgy y Tetétlen
- Deák de Kehida
- Dékány de Kérsziget
- Derzsy de Pozsonycsákány
- Dessewffy de Csernek y Tarkeö (conde)
- Dőry de Jobaháza (barón)
- Dulánszky de Doliánszka
- Erdődy de Monyorókerék y Monoszló (conde)
- Eötvös de Vásárosnamény (barón)
- Esterházy de Galántha (conde)
- Farkas de Alsótakács
- Farkas de Balaton
- Farkas de Bánegyház
- Farkas de Boldogfa
- Farkas de Farkasfalva
- Farkas de Kisbarnak
- Farkas de Bolya
- Feichtinger de Baranyanádasd (barón)
- Fényes de Dengelegh
- Ferdinandy de Hidasnémet
- Festetics (Festetits) de Tolna (conde)
- Forgách de Ghymes y Gács (conde)
- Forintos de Forintosháza
- Garay (y Garai) – en croata: Gorjanski
- Grassalkovich de Gyarak (conde)
- Gődény de Gődényháza y Farkasfalva
- Gömbös de Jákfa
- Görgey de Görgő y Toporcz
- Gyulai de Marosnémeth y Nádaska (conde)
- Hadik de Futak (conde)
- Hertelendy de Vindornyalak y Hertelend
- Horthy de Nagybánya
- Hunyady (y Hunyadi)
- Illésházy de Illésháza (conde)
- Imrédy de Ómoravicza
- Irinyi de Iriny
- Jakabffy
- Jeszenszky de Nagyjeszen (barón y noble no titulado)
- Jeszenszky de Kisjeszen (barón)
- Jókai de Ásva
- Joó de Kaszaháza (barón y noble no titulado)
- Kállay de Nagykálló (conde)
- Kanizsai/Kanizsay
- Károlyi de Nagykároly (conde)
- Keglevich de Buzin (conde)
- Kemény de Gyerőmonostor
- Kisfaludy de Kisfalud
- Kiss de Elemér e Ittebe
- Kiss de Nemeskér
- Klauzál de Szlavovicz
- Kobek de Bátorkez
- Koháry de Csábrágh y Szitnya (conde)
- Kossuth de Kossuth y Udvar
- Kosztolányi de Nemeskosztolány
- Khuen de Belasi (conde)
- Lackfi (y Laczkovich) – en croata: Lacković
- Lajtos de Szentmária
- Lakatos de Csíkszentsimon
- Lázár de Szkáros
- Leiningen-Westerburg de Altleiningen (conde)
- Lengyel de Tóth
- Lenkey de Lenke y Zádorfalva
- Majláth de Székhely (noble) y (conde)
- Majthényi de Kesseleökeö
- Maholányi de Pohroncz et Szelepchény (barón)
- Marton de Nemesnép
- Marton de Orosz
- Mednyánszky de Aranyosmedgyes (barón)
- Meskó de Felsőkubiny
- Meszlény de Meszlén
- Mikes de Zabola (conde)
- Miklós de Dálnok
- Mikszáth de Kiscsoltó
- Mézes de Retteg et Debreczen
- Motesiczky de Felsőmontesicz et Kesselőkő
- Nádasdy de Nádasd
- Nádasdy de Nádasd y Fogarasföld (conde)
- Nagy de Felsőbük
- Nagy de Felsőeőr
- Nagy de Losonc
- Nagy de Szalapataka
- Nagy de Regécz
- Nedeczky de Nedecze
- Nedeczky de Lábatlan y Dunanedecze
- Niczky de Niczk (conde)
- Nyáry de Bedegh y Berencs (conde)
- Nyáry de Nyáregyház
- Nyisztor de Kápolnok
- Nyerges de Fiadfalva
- Orczy de Orczi (barón)
- Orssich de Szlavetich (conde)
- Pálffy de Erdőd (conde)
- Pallavichini (marqués)
- Patay de Báj
- Pattantyús de Dancka
- Pázmány de Panasz
- Pejácsevich de Verőce (conde)
- Perczel de Bonyhád
- Perényi de Perény (barón)
- Perneszy de Osztopán
- Persay de Persa
- Petróczy de Petrócz (barón)
- Podmaniczky de Podmanin y Aszód (barón)
- Pogány de Cséb
- Póka de Pókafalva
- Pongrácz de Szentmiklós et Óvár (conde)
- Pruskovsky (originalmente de Moravia)
- Puky de Bizák
- Radvánszky de Radvány (barón)
- Rákóczi de Felsővadász (barón)
- Rakovszky de Nagyrákó et Nagyselmecz
- Révay de Szklabina y Blatnicza (conde)
- Rhédey de Kisrhéde
- Rosty de Barkócz
- Rudnay de Rudnó
- Sallér de Jakabháza
- Sándor de Szlavnicza
- Sárközy de Nagy-Bócsa
- Semsey de Semse (conde)
- Sennyey de Kissenye (existe una rama de barón, y una rama de conde)
- Sibrik de Szarvaskend y Óvár
- Sidy de Sid
- Sigray de Alsó- y Felsősurány (conde)
- Somssich de Saárd (conde y noble no titulado)
- Schneider de Zajol (zajoli SCHNEIDER/Snajder)
- Skerlecz de Lomnicza
- Skublics de Besenyő et Velike
- Somogyi de Somogyvár
- Sümeghy de Lovász et Szentmargita
- Szabó de Nagyatád
- Szapáry de Muraszombath y Széchysziget (conde)
- Szarvas de va Csaky (conde)
- Széchenyi de Sárvár-Felsővidék (conde)
- Szécsen de Temerin (conde)
- Széll de Duka et Szentgyörgyvölgye
- Szentimrey de Szentimre y Krasznikvajda
- Szepessy de Négyes (barón)
- Szily de Felsőszopor
- Szluha de Verbó
- Szluha de Iklád (conde)
- Szontágh de Gömör
- Szontágh de Nógrád
- Szőgyény-Marich de Magyar-szőgyén y Szolgaegyház (conde)
- Takács de Saár
- Takács de Deáki (barón)
- Tarródy de Tarród et Németszecsőd
- Teleki de Szék (conde)
- Terjék de Szenterzsébet
- Terjék de Terjékfalva
- Thököly de Késmárk (conde)
- Thurzó de Bethlenfalva (conde)
- Tisza de Szeged y Borosjenő (conde)
- Tholdalagi de Nagyercse y Gelencze (conde)
- Thoroczkay de Torockó y Szent György (conde)
- Tóth (barón)
- Török de Enying (conde)
- Török de Szendrő (conde)
- Török de Telekes
- Udvardy de Udvard et básth atolladero
- Udvary de Udvard (burgrave)
- Uzovics de Petőfalva
- Vay de Vaja (barón)
- Vécsey de Hernádvécse y Hajnácskeő (conde)
- Viczay de Loós y Hédervár (conde)
- Viosz de Nemesvita
- Wass de Czege (conde)
- Wekerle
- Szapolyai de Szepes – en croata Zapolja (conde)
- Zichy de Zics y Vásonkeő (conde)
- Zólyomy de Albis
- Zrínyi – en croata Zrinski
- Frangepán – en croata Frankopan

Puesto que junto a Polonia y a España, Hungría es uno de los países de Europa que contaba con uno de los mayores porcentajes de nobleza es prácticamente imposible mencionar a todas las familias relevantes sin omitir a muchas de ellas.